# Wanxiang
Die Wanxiang Group (chinesisch 万向集团, Pinyin Wànxiàng Jítuán) ist ein großer chinesischer Konzern, der vor allem als Automobilzulieferer und als Hersteller von Elektrobussen auf dem Markt auftritt und inzwischen auch international agiert. 2010 erreichte sie nach eigenen Angaben einen Umsatz von ca. 12 Milliarden US-Dollar und war der größte Automobilzulieferer in China. Chairman von Wanxiang ist Dr. Lu Guanqiu.

## Profil
Wichtige Produkte sind Getriebewellen und Kreuzgelenke, Komponenten für die Steuerung, Halbwellen, Achswellen und Radnaben, Autofelgen, Schalldämpfer für Auspuffanlagen, Wasserpumpen, Stoßdämpfer, Scheibenwischermotoren und sonstige Kleinmotoren sowie Batterien.
Wanxiang beliefert in China FAW (VW), SAW (Citroën), Hainan Mazda, GM Liuzhou Wuling, Chongqing Chang’an (Suzuki), Nanjin Auto Group (Fiat), Tianjin Xiali (Toyota), Shanghai VW und Beijing Jeep (Daimler Chrysler). 
Wanxiang ist vertreten in den Provinzen Jilin, Hubei, Guangdong, Hainan, Heilongjiang, Jiangxi und Anhui.
Wanxiang unterhält eine Tochter in Chicago, Illinois, USA, über die sie ihre internationalen Aktivitäten steuert. Die Gruppe unterhält außerdem Tochterfirmen in Kanada, Brasilien, Australien und in Großbritannien.

## Wanxiang Electric Vehicle
Wanxiang stellt mit seinem Tochterunternehmen Wanxiang Electric Vehicle (Eigenabkürzung: WXEV) seit 2006 auch komplette Elektrobusse und Hybridbusse her. Die ersten Versuche starteten 2003, wobei Wanxiang die Elektrobatterien einer bereits im Jahr 2000 erworbenen Fabrik zur Herstellung von Lithium-Ionen-Batterien einsetzte. Die Busse laufen in großen Städten wie Shanghai, Hangzhou, Guangzhou, Zhengzhou und Nanchang. Bei der Expo 2010 in Shanghai etwa setzte Wanxiang auf zwei etwa 14 km langen Linien 160 Busse mit je 65 Sitzen und 300 Batterien ein, von denen jede eine Reichweite von 80 km ermöglichte. Die zusätzlichen Batterien wurden in einer Halle aufgeladen und mittels Robotern in jeweils 6 Minuten gegen verbrauchte gewechselt.
Der Wanxiang Electric Vehicle Pure Electric Bus, mit Außenmaßen von 11650×2490×3300 in mm, verfügt über eine Reichweite von 250 km, erreicht eine Höchstgeschwindigkeit von 90 km/h und eine Beschleunigung von 20 Sekunden von 0 auf 50 km/h. Der Lithium-Ionen-Batterie-Pack besteht aus 6 mal 88 Elementen mit je 100 Ah Ladekapazität und kann bei Schnellladung in drei Stunden, ansonsten in 10 Stunden wieder aufgeladen werden. Der Energieverbrauch je 100 km beträgt 98 kWh ohne und 142 kWh mit Betrieb der Klimaanlage.

## Elektroautos
2014 ersteigerte Wanxiang für 149,2 Mio. Dollar den Elektrohybridautohersteller Fisker Automotive und benannte ihn um in Karma Automotive. Mit dieser Firma möchte Wanxiang zunächst eine überarbeitete Version von deren Elektrosportwagen Fisker Karma des Typs Plug-in-Hybrid entwickeln und herstellen. Die Batterie liefert der Batteriehersteller A123 Systems, dessen Konkursmasse von Wanxiang im Jahr 2012 erworben wurde.

## Geschichte
Das Unternehmen führt seine Ursprünge auf die Schaffung einer Reparaturwerkstatt für Landmaschinen im Jahr 1969 in der Volkskommune Ningwei zurück. 1979 war daraus eine Fabrik für Landmaschinen entstanden.